# 曾士彥
曾士彥（1542年—？），字從之，號少沂，四川瀘州直隸州人，明朝政治人物。

## 生平
隆慶四年（1570年）庚午科四川鄉試第八名舉人，萬曆二年（1574年）中式甲戌科會試第二百七十四名，三甲第四十九名進士。授福建甌寧縣知縣，歷官吏部稽勳司郎中，十八年三月升浙江右參政。二十五年四月起補山東督糧道右參政，二十六年十月升陝西按察使，二十七年五月升河南右布政使，遷浙江左布政使。

## 家族
曾祖曾思虎；祖父曾海寬，封戶部主事；父曾璵，知府。嫡母鄧氏（封安人）；生母宋氏。慈侍下。妻喻氏。兄曾士守、曾士謀（貢士）、曾士交（貢士 封兵部員外郎）、曾士弘（貢士）、曾士傳（貢士）、曾士宗、曾士怡、曾士賢、曾士林、曾士朝、曾士登，弟曾士科。